# Mathania carrizoi
Mathania carrizoi är en fjärilsart som beskrevs av Eugenio Giacomelli 1914. Mathania carrizoi ingår i släktet Mathania och familjen vitfjärilar. Inga underarter finns listade i Catalogue of Life.